# Pieczęć stanowa Maryland

Rewers pieczęci stanowej Maryland

## Rewers
Rewers pieczęci stanowej Maryland otoczony jest łacińskim fragmentem Psalmu 5, znaczącym Okryjesz go łaską swoją jako najpewniejszą zbroją. Na wstędze, dewiza stanowa: Fatti maschii, parole femine (pol. męskie czyny, kobiece słowa, czasem też rozumiane jako silne czyny, łagodne słowa). W centrum herb, nawiązujący do połączonych herbów dwóch rodów angielskich, Calvert i Crossland. Sir George Calvert otrzymał herb w 1622 roku, a w 1634 roku, jego synowie założyli kolonię Maryland. Jako jej symbol wybrali połączony herb ojczysty Calvert z herbem swej prababki z rodu Crossland.

## Awers
Maryland jest jednym z kilku stanów, którego pieczęć jest dwustronna. Awers zaprojektowano 1959 roku. Przedstawia Cecila Calverta, jako konnego rycerza. Inskrypcja wokół, znaczy: Cecil, Absolutny Pan Marylandu i Avalonu, Baron Baltimore.
Do urzędowych formalności, najczęściej wykorzystuje się rewers. Awers jest przede wszystkim ozdobą na oficjalnych budynkach stanu.